# Audi A1 II
Pour les articles homonymes, voir A1.
L'Audi A1 (Type GB), dite A1 Sportback, est une voiture citadine du constructeur automobile allemand Audi produite à partir de 2019. Elle remplace la première génération de l'A1 produite de 2010 à 2018, et n'existe qu'en version 5 portes (Sportback) avec 5 places.

## Présentation
La seconde génération de l'Audi A1 est présentée à la presse le 20 juin 2018 à Barcelone, en remplacement de l'A1 8X lancée en 2010. Les ventes ont commencé en juillet 2018, la production par l'usine Seat à Martorell, en Espagne a commencé en octobre 2018 et les premiers modèles ont finalement été livrés en novembre 2018. Sa première exposition publique est au Mondial Paris Motor Show 2018.
Fin juillet 2019, Audi a présenté l'A1 Citycarver, une variante supplémentaire au look légèrement différent et qui rappelle la déclinaison Allroad des autres modèles de la marque. Cependant, pour se nommer ainsi, il faut avoir une transmission à 4 roues motrices, ce qui n’est pas le cas de cette A1 au look baroudeur. Elle fera son apparition chez les concessionnaires à l'automne 2019. La première émission officielle de la version a été à l'AAI 2019.
En 2019, l'Audi A1 Sportback 30 TFSI a remporté le volant d'or dans la catégorie des citadines.
En février 2022, Markus Duesmann, PDG d’Audi AG, a annoncé à la presse qu’il n’y aurait pas de modèle successeur à l’A1 car Audi a l’intention de se limiter à la production de voitures plus grandes à l’avenir.

## Conception
Comme l’Audi Sport quattro, la deuxième génération de l’A1 dispose de trois fentes plates sous le bord du capot.

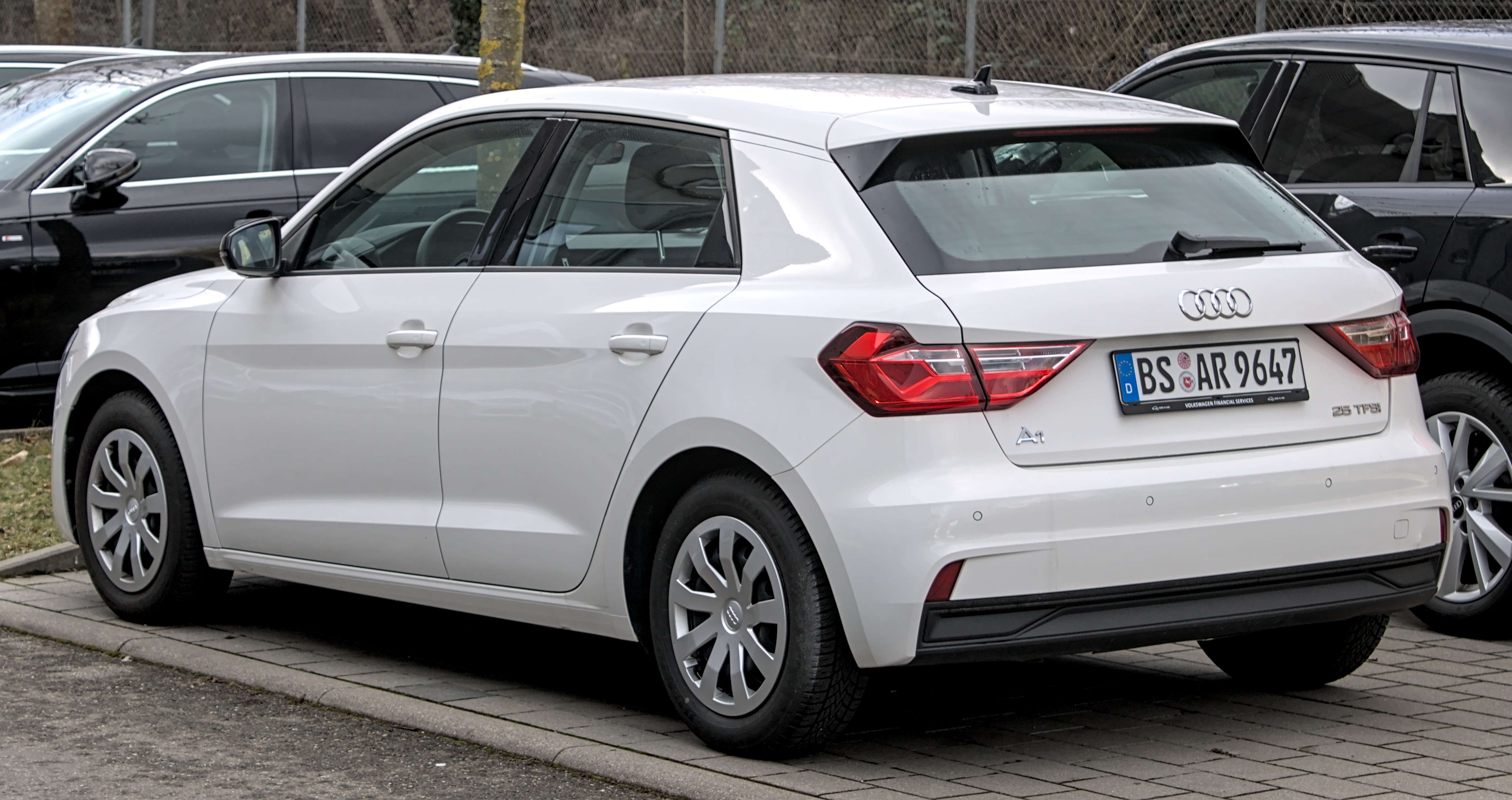
Vue arrière finition de base.
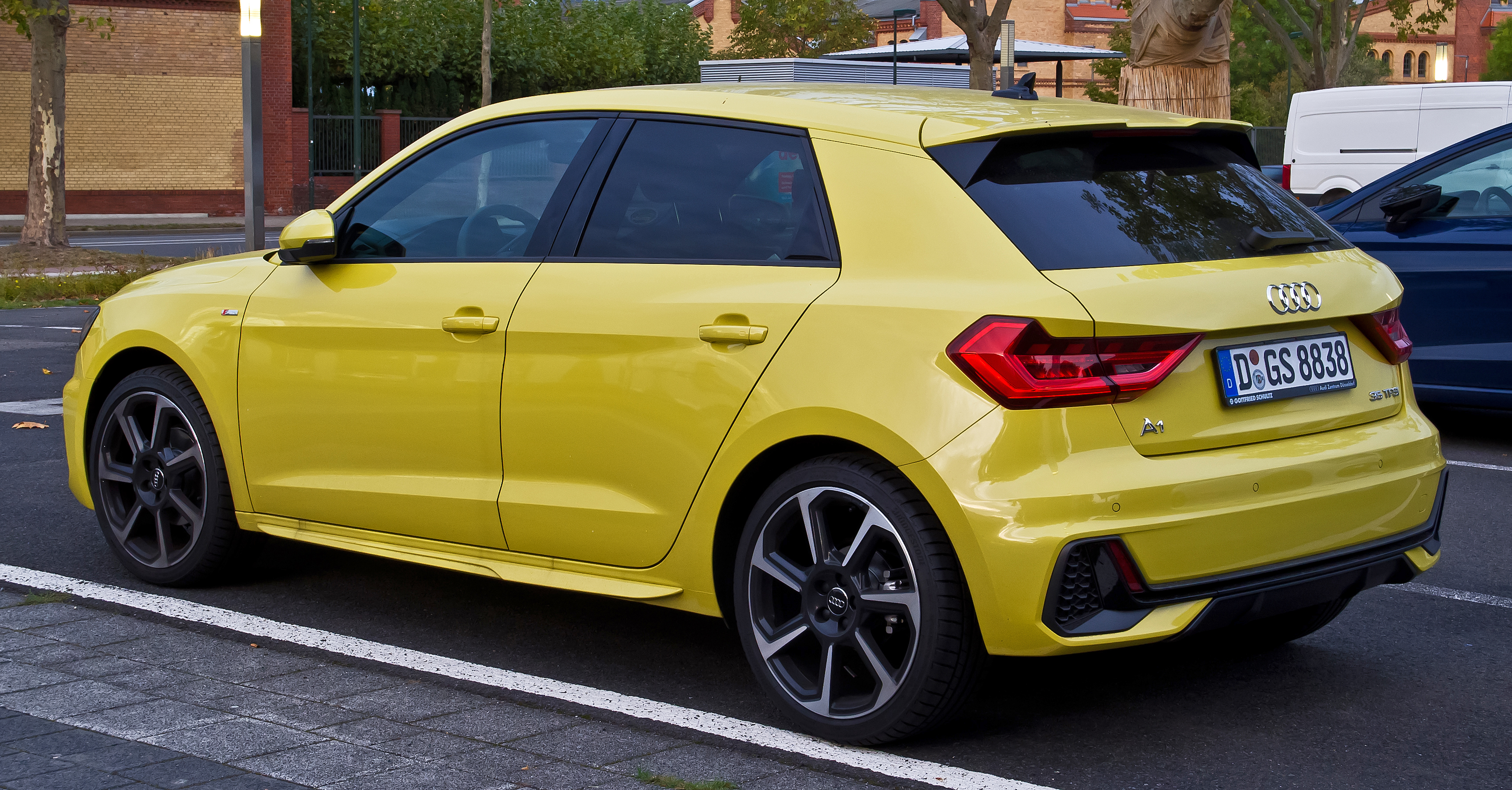
Vue arrière d'une S Line Plus.
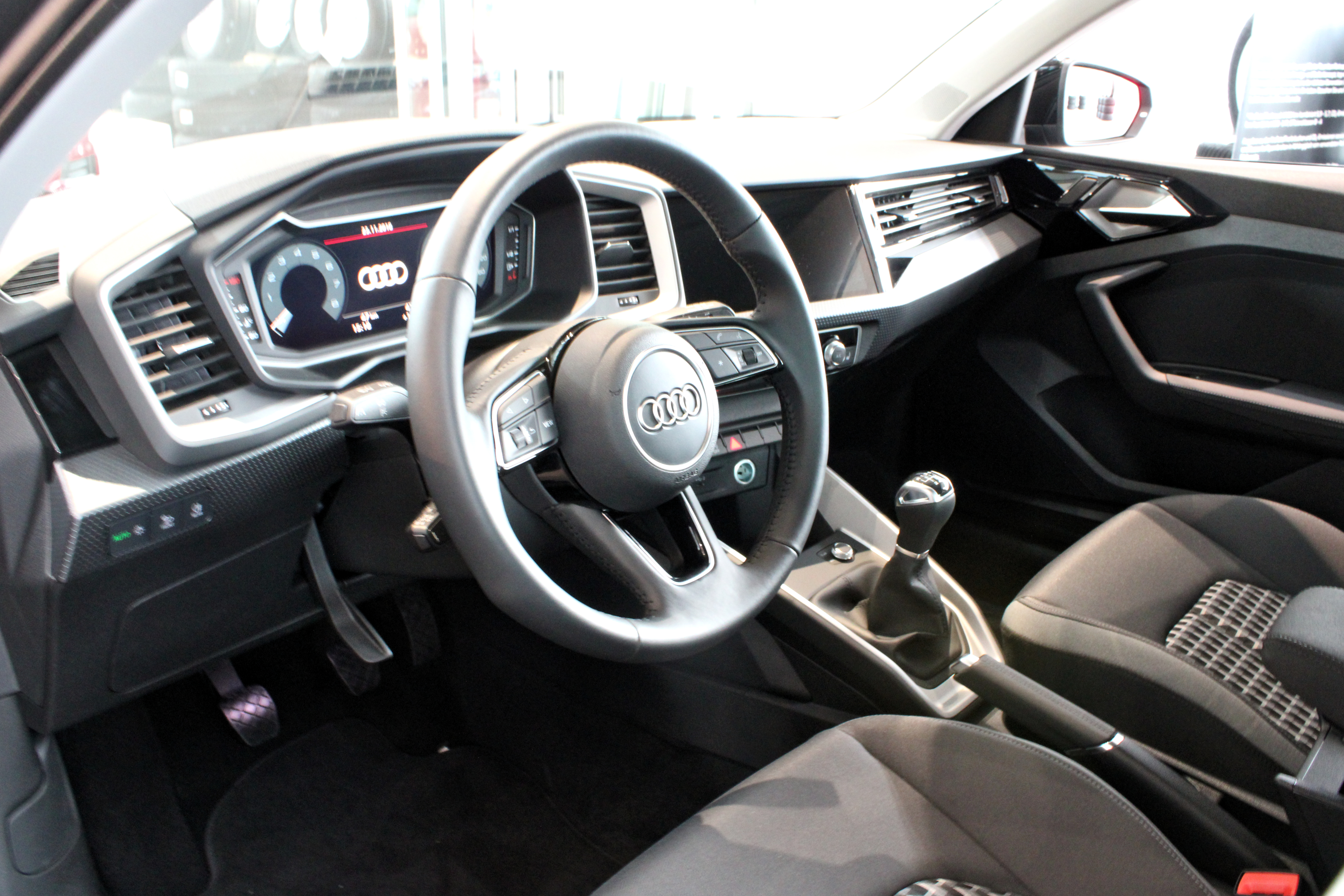
Vue intérieure S Line.
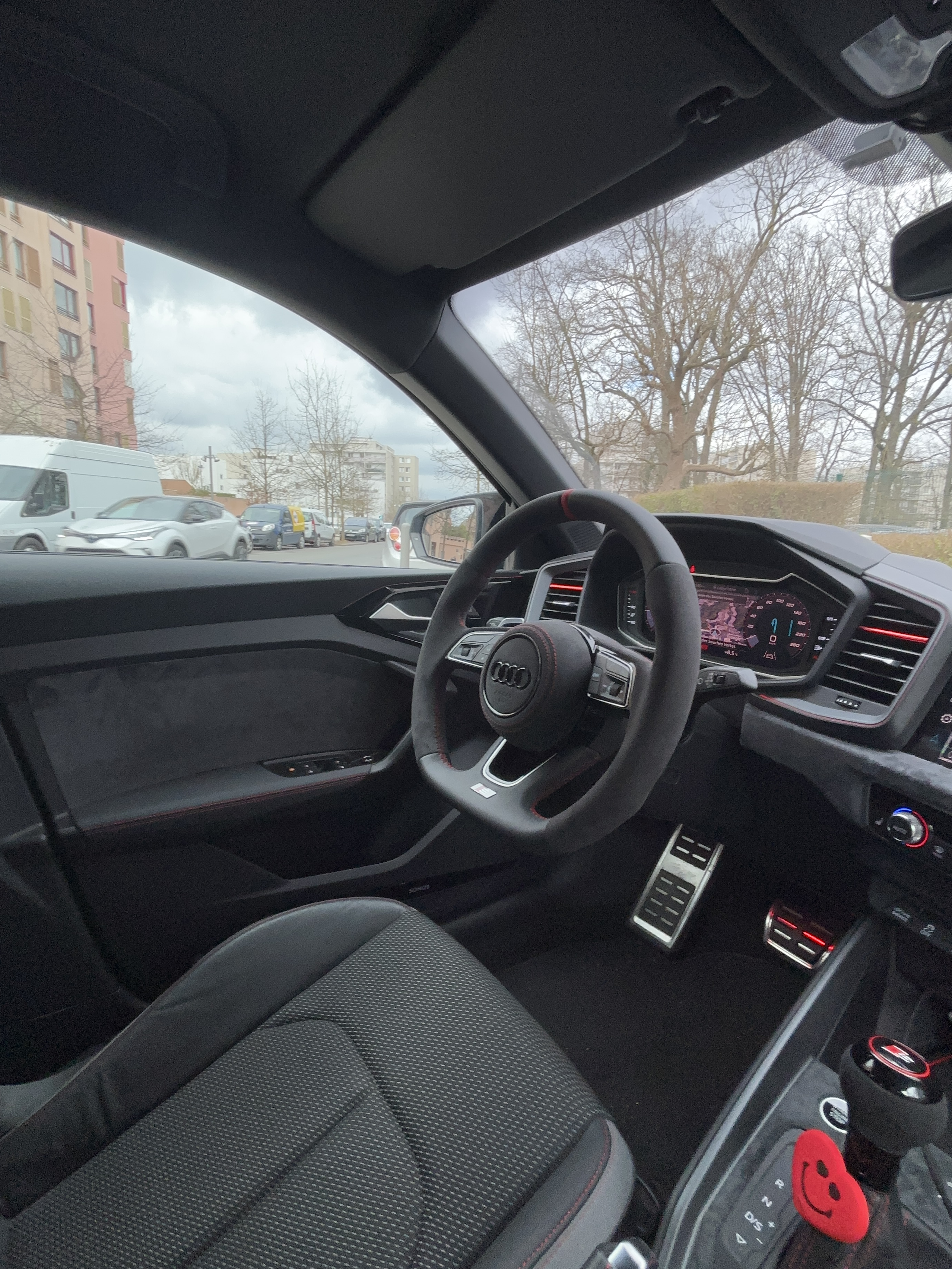
Vue intérieure d'une Competition
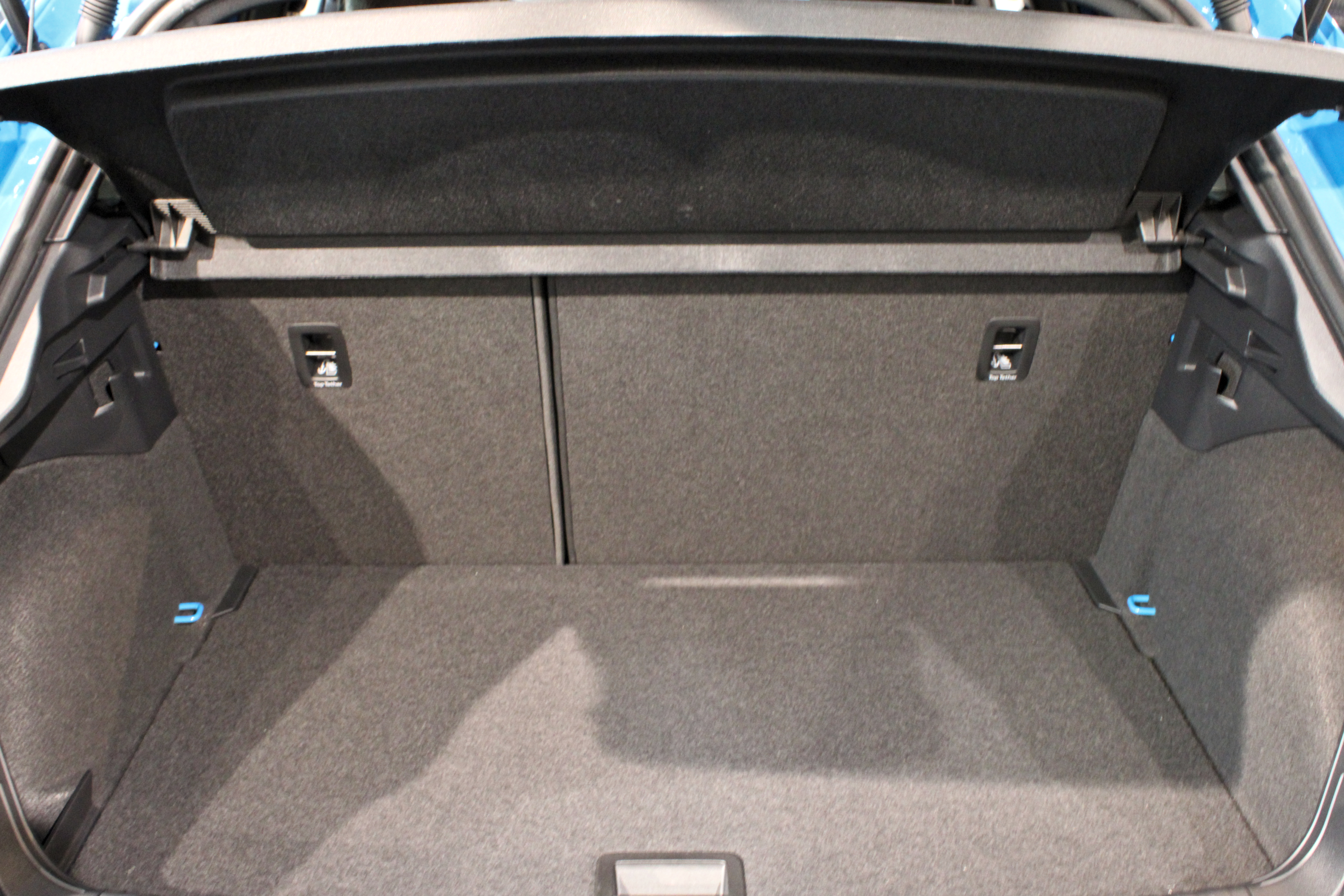
Coffre.

### Audi A1 Citycarver / Allstreet
A défaut de disposer d'un SUV plus petit que le Q2, le 29 juillet 2019, Audi dévoile la version baroudeuse de sa citadine, disponible à l'automne 2019 après sa présentation au salon de Francfort 2019. Au contraire de ses consœurs qui prennent le nom de « Allroad », celle-ci s'appelle Citycarver et dispose uniquement d'une transmission aux roues avant.
Cette variante A1 Citycarver dispose d'une carrosserie surélevée de 35 mm et des applications hors route. Elle se différencie par une calandre octogonale et des boucliers remodelés. De plus, la Citycarver n'a que deux fentes plates entre le capot et la calandre.
Elle est disponible uniquement en 30 TFSI au lancement, avant l'arrivée des motorisations 25 TFSI et 35 TFSI fin novembre 2019. La motorisation 40 TFSI n'est pas proposée car disponible uniquement sur la version Sportback en finition S Line.
En mai 2022, elle est renommée Audi A1 Allstreet. Ce nouveau nom la rapproche de la gamme Audi Allroad, sans l'intégrer totalement puisque l'Audi A1 n'est toujours pas une voiture à 4 roues motrices.

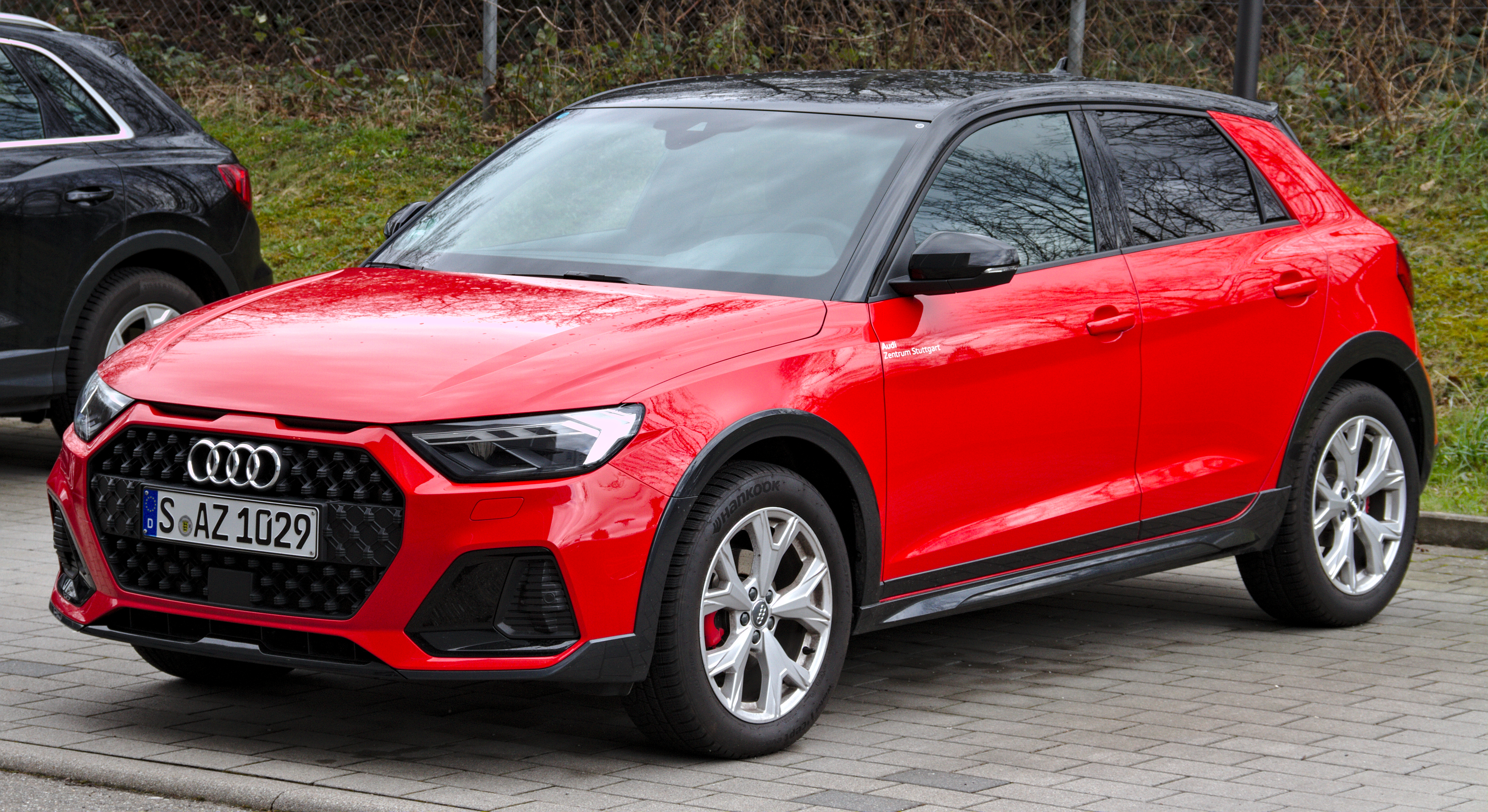
Audi A1 Citycarver
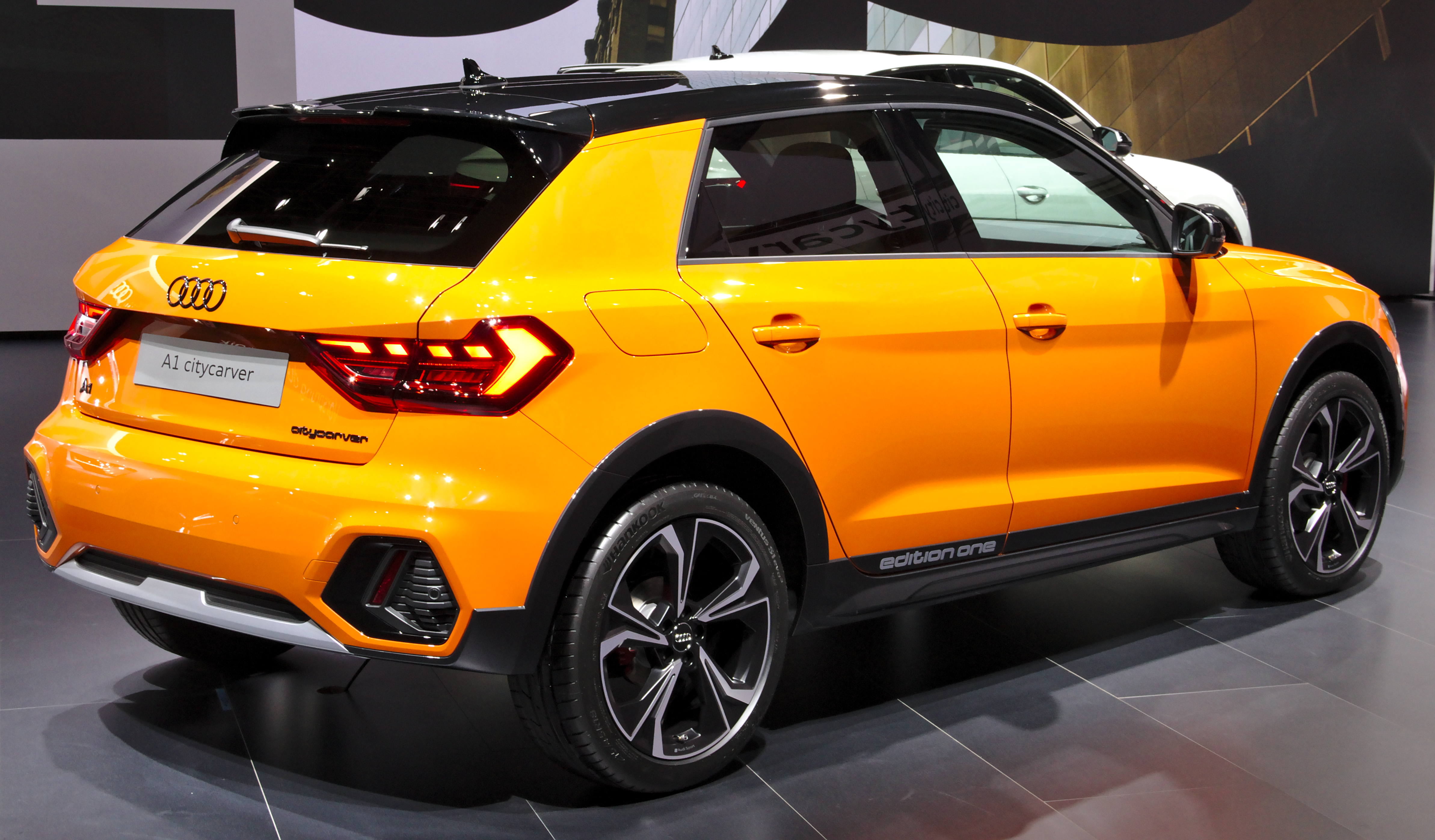
Vue arrière

## Technologie
Alors que la première génération de l'A1 (8X) était basée sur la plate-forme PQ25 (initialement proposée en version 3 portes puis 5 portes en février 2012), la nouvelle A1 (GB) repose sur la plate-forme technique MQB-A0 (deuxième génération du système modulaire transversal modulaire, introduction de la première génération: 2012) et n'est disponible qu'en version 5 portes (Sportback). Cette nouvelle plateforme sert de base à ses cousines, les Volkswagen Polo VI et Seat Ibiza 6F également introduites en 2017 et dont les variantes trois portes ont été omises.
Elle est produite auprès de cette dernière dans l’usine de Martorell en Espagne et non plus dans l’usine de Forest en Belgique, pour la première génération.
Par rapport à la première génération, la seconde s'allonge de 5,6 cm (9 cm sur l'empattement) et permet d'augmenter le volume du coffre de 65 dm3.
Elle reçoit l'instrumentation 100% numérique d'Audi nommée Virtual Cockpit ainsi qu'un grand écran tactile sur sa planche de bord pour l'info-divertissement et la navigation, tandis que les commandes de la climatisation bi-zone se situent dessous, comprenant un affichage numérique des températures.

## Motorisations
L'A1 adopte uniquement des motorisations essence, les moteurs diesel ne sont actuellement plus disponibles et aucune motorisation  électrique n'est prévue. Trois moteurs à essence dans quatre variantes de performance sont au choix pour l'A1. Le niveau de puissance maximale du moteur "30 TFSI" est de 85 kW, il est équipé de moins de cylindrée ou de cylindres, c’est ce qu’on appelle le downsizing. Les niveaux de puissance des moteurs "35 TFSI" (110 kW) et "40 TFSI" (150 kW) ont plus de cylindrée que les variantes de moteur "TFSI COD" de 1,4 L ou "TFSI" de 1,8 L du modèle précédent. Tous ces moteurs disposent d'un filtre à particules d'essence et répondent à la norme Euro 6d TEMP.

## Spécifications techniques
|                                                                       | 25 TFSI               | 25 TFSI                      | 30 TFSI                      | 30 TFSI                      | 35 TFSI                                                  | 40 TFSI                                                  |
|                                                                       | (Toutes finitions)    | (Toutes finitions sauf Base) | (Toutes finitions sauf Base) | (Toutes finitions sauf Base) | (Toutes finitions sauf Base)                             | (S Line uniquement)                                      |
| Commercialisation                                                     | 01/2019 -             | 01/2019 -                    | 09/2019 -                    | 09/2019 -                    | 11/2019 -                                                | 11/2019 -                                                |
| Code moteur                                                           | DKLA                  | DKLA                         | DKRF                         | DKRF                         | DADA                                                     | DKZC                                                     |
| Série moteur                                                          | VW EA211              | VW EA211                     | VW EA211                     | VW EA211                     | VW EA211 evo                                             | VW EA888                                                 |
| Carburant                                                             | Essence               | Essence                      | Essence                      | Essence                      | Essence                                                  | Essence                                                  |
| Nombre de cylindres                                                   | 3 cylindres en ligne  | 3 cylindres en ligne         | 3 cylindres en ligne         | 3 cylindres en ligne         | 4 cylindres en ligne                                     | 4 cylindres en ligne                                     |
| Nombre de soupapes                                                    | 12                    | 12                           | 12                           | 12                           | 16                                                       | 16                                                       |
| Alimentation                                                          | Turbocompressé        | Turbocompressé               | Turbocompressé               | Turbocompressé               | Turbocompressé                                           | Turbocompressé                                           |
| Cylindrée (cm3)                                                       | 999                   | 999                          | 999                          | 999                          | 1 498                                                    | 1 984                                                    |
| Taux de compression                                                   | 10,5:1                | 10,5:1                       | 10,5:1                       | 10,5:1                       | 10,5:1                                                   | 11,7:1                                                   |
| Puissance maxi ch (kW)                                                | 95 (70)               | 95 (70)                      | 116 (85)                     | 116 (85)                     | 150 (110) (version "Competition": 207 ch)                | 200 (147) (version "Competition": 207 ch)                |
| à (tr/min)                                                            | 5 000 à 5 500         | 5 000 à 5 500                | 5 000 à 5 500                | 5 000 à 5 500                | 5 000 à 6 000(version "Competition": 4600 à 6250)        | 4 400 à 6 000(version "Competition": 4600 à 6250)        |
| Couple maxi (N m)                                                     | 175                   | 175                          | 200                          | 200                          | 250 (version "Competition": 350 Nm)                      | 320 (version "Competition": 350 Nm)                      |
| à (tr/min)                                                            | 2 000 à 3 500         | 2 000 à 3 500                | 2 000 à 3 500                | 2 000 à 3 500                | 1 500 à 3 500(version "Competition": 1600 à 4100 tr)     | 1 500 à 4 350(version "Competition": 1600 à 4100 tr)     |
| Transmission                                                          | Traction avant        | Traction avant               | Traction avant               | Traction avant               | Traction avant                                           | Traction avant                                           |
| Boîte de vitesses                                                     | BVM 5                 | S-Tronic 7                   | BVM 6                        | S-Tronic 7                   | S-Tronic 7                                               | S-Tronic 6 (version "Competition": S-Tronic 7            |
| Vitesse maxi (en km/h)                                                | 191                   | 191                          | 203                          | 203                          | 240 (bridé à 230 km/h ; version "Competition": 259 km/h) | 245 (bridé à 230 km/h ;version "Competition": 259 km/h)  |
| 0-100 km/h (en s)                                                     | 10,8                  | 11,1                         | 9,5                          | 9,4                          | 7,2 (version "Competition": 5,9 s)                       | 6,3 (version "Competition": 5,9 s)                       |
| Consommation NEDC corrélé (en L/100 km) urbain - extra-urbain - mixte | 6,0 - 3,9 - 4,7       | 5,9 - 4,3 - 4,9              | 6,1 - 4,1 - 4,9              | 6,0 - 4,2 - 4,9              | 6,5 - 4,3 - 5,1 (version "Competition": 8,1 - 4,9 - 6,1) | 8,2 - 4,8 - 6,0 (version "Competition": 8,1 - 4,9 - 6,1) |
| Émissions de CO2 NEDC (en g/km)                                       | 107                   | 111                          | 111                          | 112                          | 117 (version "Competition": 141 g)                       | 137 (version "Competition": 141g)                        |
| Consommation WLTP (en L/100 km) mixte                                 | 5,9                   | 6,3                          | 5,8                          | 6,3                          | 6,3 (version "Competition": 6,9)                         | 7,1 (version "Competition": 6,9)                         |
| Émissions de CO2 WLTP (en g/km)                                       | 130                   | 143                          | 132                          | 142                          | 143                                                      | 160                                                      |
| Volume du coffre (en L)                                               | 335                   | 335                          | 335                          | 335                          | 335 (version "Competition": 320)                         | 335 (version "Competition": 320)                         |
| Capacité du réservoir (en L)                                          | 40                    | 40                           | 40                           | 40                           | 40                                                       | 40                                                       |
| Masse à vide (en kg)                                                  | 1 165                 | 1 200                        | 1 180                        | 1 200                        | 1 240(version "Competition": 1063 kg)                    | 1 350(version "Competition": 1063 kg)                    |
| Norme environnementale                                                | Euro 6d-TEMP-EVAP-ISC | Euro 6d-TEMP-EVAP-ISC        | Euro 6d-TEMP-EVAP-ISC        | Euro 6d-TEMP-EVAP-ISC        | Euro 6d-TEMP-EVAP-ISC                                    | Euro 6d-TEMP-EVAP-ISC                                    |

- Les valeurs entre parenthèses s'appliquent aux modèles avec une boîte de vitesses automatique (en option).

## Finitions
L'Audi A1 II Sportback est disponible en 5 finitions[Où ?][Quand ?] :
- A1 (BAS) : 25 TFSI (BVM 5 vitesses) uniquement
- Design (WAF) : 25, 30 et 35 TFSI
- Business Line (WBL) : 25, 30 et 35 TFSI
- Design Luxe (WCF) : 25, 30 et 35 TFSI
- S Line (WCE) : 30, 35 et 40 TFSI

### Séries spéciales

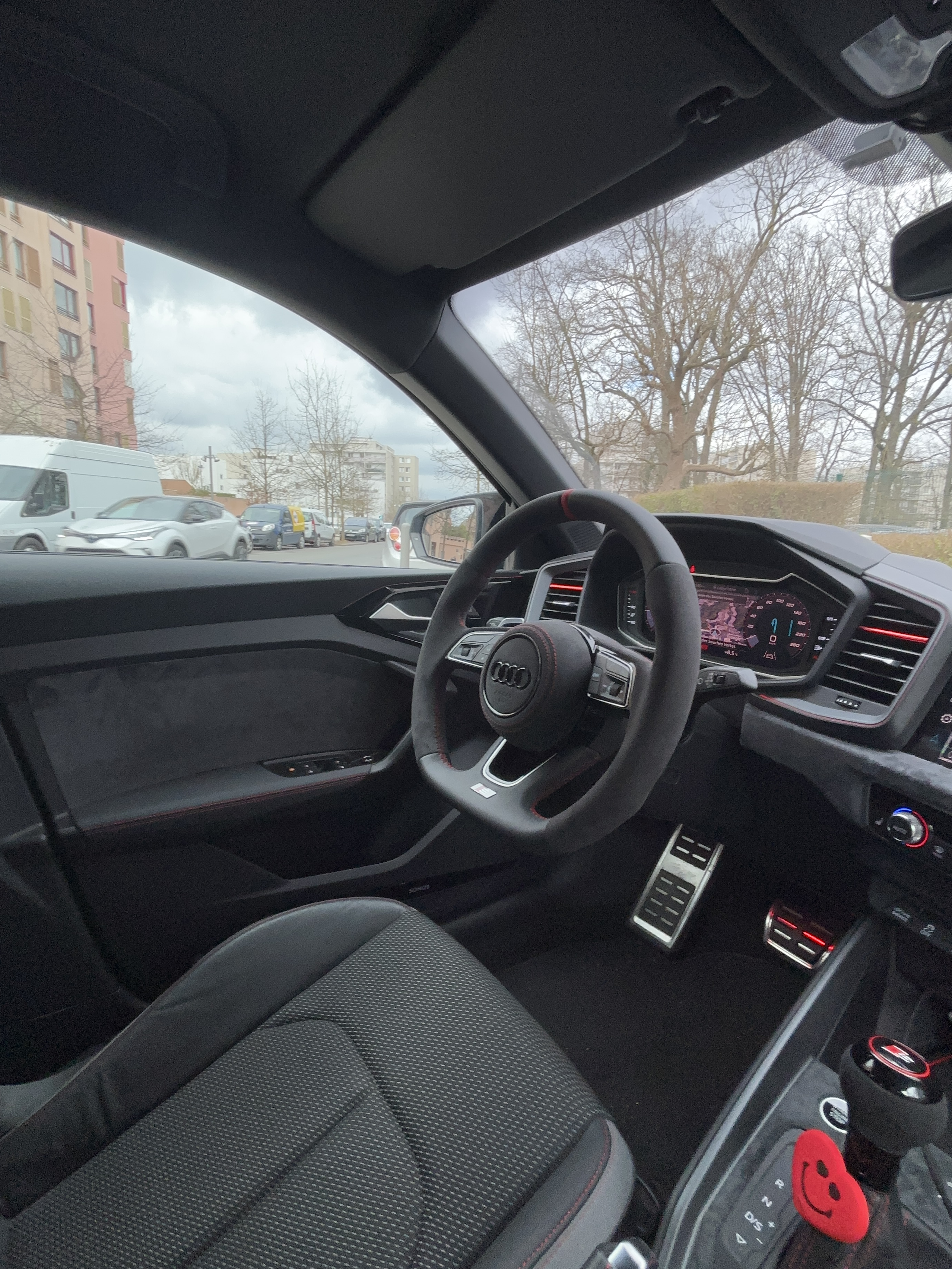
Intérieur de la Audi A1 Competition

- Intérieur de la Audi A1 CompetitionCompetition (édition performance) : décembre 2023, 30 exemplaires, marché allemand, français et anglais uniquement.
  - La seule finition proposée se base sur une S Line Plus, avec la couleur bleu Ascari typique des modèles Audi Sport.
  - Châssis allégé pour un poids à vide de 1060 kg (carburant non compris) et motorisation/BV modifiées sur le modèle de la Audi S3 (uniquement disponible sur les 4 cylindres de la gamme (35/40)).
  - Turbo amelioré pour de meilleures performances.
  - Transmission intégrale semi-permanente.
  - Éléments aérodynamiques de carrosserie spécifiques.
  - Éléments intérieurs spécifiques.

- Turbo Blue Edition (S Line Plus) (novembre 2018, 140 exemplaires, marché français uniquement)[11],[12],[13]
  - couleur Bleu Turbo avec arches de toit et pavillon Noir Mythic, pack Contraste II (coques de rétroviseurs et bas de caisse Noir Mythic), pack Esthétique Noir (inserts noirs sur boucliers et calandre), jantes en alliage 18 pouces Audi Sport, vitres arrière surteintées, lave-phares, Audi Parking System Plus, pack Performance Dynamique (châssis sport avec amortisseurs réglables, étriers de frein rouges, Audi Drive Select, activateur de son), pack Éclairage (miroirs de courtoisie, commandes intérieures des portières et module de pavillon avant et arrière éclairés), combiné d'instrumentation numérique, volant Sport cuir avec méplat et multifonctions Plus, accès et démarrage sans clé, système audio Audi 180 W avec 8 haut-parleurs, préparation pour navigation MMI, accoudoir central avant, pack Coffre (plancher de coffre modulable et filet de coffre)
  - 30 TFSI (BVA S Tronic 7) uniquement
- Advanced ( Design Plus)[13],[14](septembre 2019, 1 000 exemplaires)
  - peinture métallisée/nacrée, arches de toit Noir Mythic ou Gris Manhattan, projecteurs à LED et feux arrière à LEDs avec clignotants dynamiques, jantes en alliage 17 pouces, Audi Parking System arrière, sièges avant sport avec sellerie tissu Novum, Audi Smartphone Interface.
  - Options : assistance de démarrage en côte (70 €), clé Confort (440 €), climatisation régulée bizone (450 €), pack Coffre (60 €), pack Rangement (130 €), rétroviseurs rabattables électriquement (280 €), roue de secours temporaire (160 €), etc.
  - 25, 30 et 35 TFSI
- Edition One (2019)
- Entry (juin 2021)
- Advanced 2 (juin 2021)

## Versions

### Audi S1
Bien que l’Audi S1 de deuxième génération n’ait jamais vu officiellement le jour, Audi a introduit en décembre 2023 une version Competition, qui fait office de déclinaison sportive de l’A1. Elle bénéficie d’une transmission intégrale semi-permanente, mais sans offrir une véritable transmission intégrale Quattro, élément emblématique des S1 précédentes..
Peter Oberndorfer, responsable communication d'Audi, a expliqué que le développement d'une S1 serait compliqué : "Cela représente un investissement. Souvenez-vous que la première Audi S1 Quattro était très chère à produire." a-t-il avoué à CarAdvice. Cela ferait de la A1 40 TFSI, le modèle le plus puissant de la gamme.
Finalement, la version Competition, présentée en décembre 2023, a été introduite comme une alternative à cette S1 avortée. Bien qu’elle offre des éléments de châssis allégés et des optimisations dynamiques proches d’une version sportive, elle ne bénéficie pas d’une transmission intégrale Quattro authentique. Elle est néanmoins dotée d’un système de transmission intégrale semi-permanente, améliorant la motricité mais sans offrir les capacités dynamiques d’une véritable S1 équipée du Quattro.

## Prototype

### Audi A1 Sportback ABT 1of1
Le préparateur ABT présente, en septembre 2019, un modèle unique (dénommé "1 of 1") sur la base d'une A1 Sportback, équipée du moteur 2.0 TFSI gonflé à 400 ch dont la puissance s'exerce sur les roues avant uniquement. L'ABT "1 of 1" dispose d'une teinte de carrosserie bicolore: rouge côté passager et noire côté conducteur.